# Ramzi Al-Muwallad
Ramzi Al-Muwallad (...) è un ex calciatore saudita, di ruolo centrocampista o difensore.